# Singleton, New South Wales
Singleton är en ort i Australien. Den ligger i kommunen Singleton och delstaten New South Wales, i den sydöstra delen av landet, omkring 140 kilometer norr om delstatshuvudstaden Sydney. Singleton ligger 45 meter över havet och antalet invånare är 13 665.
Singleton är det största samhället i trakten.
I omgivningarna runt Singleton växer huvudsakligen savannskog. Runt Singleton är det mycket glesbefolkat, med 4 invånare per kvadratkilometer. Genomsnittlig årsnederbörd är 1 149 millimeter. Den regnigaste månaden är februari, med i genomsnitt 197 mm nederbörd, och den torraste är juli, med 41 mm nederbörd.